# Dąb Agnieszki
Dąb Agnieszki – dąb szypułkowy rosnący w Białowieskim Parku Narodowym. Najwyższy dąb szypułkowy w Polsce, a także obecnie uważany za najwyższy dąb szypułkowy w Europie.
Wysokość drzewa wynosi 43,6 m (pomiar z 2011 roku  przy użyciu 3 niezależnych dalmierzy laserowych), obwód pnia na wys.130 cm – 387 cm (2011r.).
Wiek dębu szacowany jest na około 180-200 lat, żywotność drzewa bardzo dobra. Drzewo otrzymało nazwę na cześć miłośniczki przyrody Podlasia Pani Agnieszki Aleksiejczuk.